# L7-filter
l7-filter — программный пакет, представляющий собой классификатор для подсистемы Netfilter в ОС Linux, который может распределять по категориям IP-пакеты, базируясь на данных прикладного уровня. Основная цель этого инструмента заключается в том, чтобы сделать возможным выявление трафика файлообменных сетей (также p2p), клиенты которых используют непредсказуемое число портов.
Существуют две версии этого программного продукта. Первая реализована в виде модуля для ядра Linux 2.4 и 2.6. Вторая экспериментальная версия была выпущена в декабре 2006 года в качестве userspace-приложения, и для классификации опирается на пользовательское пространство библиотек netfilter.
Обе версии l7-filter используют регулярные выражения (хотя в версиях пользовательского пространства и модулей ядра используются различные библиотеки регулярных выражений) для определения сетевого протокола. Этот метод, который используется в сочетании с системой QoS ОС Linux, позволяет применение более специфического, чем порт-независимого формирования трафика.
Все версии l7-filter были опубликованы в соответствии с GNU General Public License.